# Dicroglossidae
Dicroglossidae — родина земноводних підряду Neobatrachia родини Безхвості. Має 2 підродини, 14 родів та 171 вид. Мешкають у північній та східній Африці, південній, південно-східній Азії.
Зустрічаються у різних ландшафтах: від рисових полів, плантацій до гірських місцин й морського узбережжя. Активні вночі. Живляться переважно безхребетними.
Це яйцекладні земноводні.

## Підродини та роди
- Підродина Dicroglossinae  Anderson, 1871
  - рід Allopaa Ohler & Dubois, 2006
  - рід Chrysopaa Ohler & Dubois, 2006
  - рід Euphlyctis Fitzinger, 1843
  - рід Fejervarya Bolkay, 1915
  - рід Hoplobatrachus Peters, 1863
  - рід Limnonectes Fitzinger, 1843
  - рід Minervarya Dubois, Ohler & Biju, 2001
  - рід Nannophrys Günther, 1869
  - рід Nanorana Günther, 1896
  - рід Ombrana Dubois, 1992
  - рід Quasipaa Dubois, 1992
  - рід Sphaerotheca Günther, 1859
    - Поза родами:
    - Rana agricola Jerdon, 1854
- Підродина Occidozyginae Fei, Ye & Huang, 1990
  - рід Ingerana Dubois, 1987
  - рід Occidozyga Kuhl & Van Hasselt, 1822